# Antoni Franciszek Konarski
Antoni Franciszek Konarski herbu Gryf (żył w XVIII w.) – brat Stanisława, pijar. Należał do grupy zwolenników reform, zbliżonych do Augusta II Mocnego.